# Двеста петдесет и шестина нота
| 256-ина нота |  | 256-ина пауза |
| 256-ина нота |  | 256-ина пауза |

Двеста петдесет и шестина нота в музиката е нота, чието времетраене представлява 1/256 от това на цялата нота или колкото половин сто двадесет и осмина нота. Нотата има шест флага.
Ноти от подобна трайност се откриват много рядко в музикалните композиции и обикновено се използват при бързи пасажи на бавни движения. Така например такива се срещат в „Je suis Lindor“ на Моцарт, петата соната за пиано на Ян Ладислав Дусик, RV 144 на Вивалди и някои версии на второто движение от третия концерт за пиано на Бетовен (Op. 37).
Дори по-кратки ноти и от тази се срещат в „Toccata Grande Cromatica“ на Антъни Хайнрих, където композиторът некоректно отбелязва 1024-тина нота като 2048-ина нота. 256-ина и 512-ина ноти също се срещат в това произведение. За сравнение, най-късата по трайност нота, поддържана от програма за композиране на музика, е 4096-ината нота.